# Ferekrates
Ferekrates (grekiska Φερεκράτης, latin Pherecrates), var en antik grekisk lustspelsförfattare som levde och verkade i Aten under senare hälften av 400-talet f.Kr.
Ferekrates var samtida med Eupolis och Aristofanes, och representerar liksom dessa den så kallade äldre attiska komedin, och han berömdes under antiken för sin rena och korrekta atticism. Hans lustspel verkar ha handlat mer om det enskilda än om det politiska livet. Fragment av hans pjäser finns publicerade av Theodor Kock i Comicorum atticorum fragmenta (1880).
Efter Ferekrates är den ferekratiska versen (latin metrum Pherecrateum) uppkallad. Den förekommer trots namnet redan hos äldre skalder, och kom sedermera att bli vanlig både i den grekiska lyriken som i det grekiska dramats lyriska strofer.